# Seznam letišť v Arménii
Tento seznam obsahuje výčet všech letišť v Arménii.

## Letiště
Letiště, označená tučným písmem, mají v provozu pravidelné komerční linky.
| Město příslušnosti  | Provincie   | ICAO | IATA | Název letiště                                   | Zeměpisné souřadnice             |
| ------------------- | ----------- | ---- | ---- | ----------------------------------------------- | -------------------------------- |
| Berd                | Tavuš       |      |      | Letiště Berd                                    | 40°55′34″ s. š., 45°27′47″ v. d. |
| Gavar               | Gegharkunik |      |      | Letiště Gavar                                   | 40°22′16″ s. š., 45°5′51″ v. d.  |
| Goris               | Sjunik      |      |      | Letiště Goris                                   | 39°27′3″ s. š., 46°20′47″ v. d.  |
| Gjumri              | Širak       | UDSG | LWN  | Mezinárodní letiště Shirak                      | 40°45′1″ s. š., 43°51′33″ v. d.  |
| Kapan               | Sjunik      |      |      | Letiště Kapan                                   | 39°12′8″ s. š., 46°27′15″ v. d.  |
| Jermuk              | Vajoc Dzor  | UGEJ |      | Letiště Jermuk                                  | 39°49′26″ s. š., 45°40′24″ v. d. |
| Meghri              | Sjunik      |      |      | Letiště Meghri                                  | 38°54′41″ s. š., 46°11′57″ v. d. |
| Mets Masrik         | Gegharkunik |      |      | Startovací a přistávací dráha Mets Masrik       | 40°12′ s. š., 45°46′33″ v. d.    |
| Sardarapat          | Armavir     |      |      | Startovací a přistávací dráha Hoktember Highway | 40°5′ s. š., 43°52′33″ v. d.     |
| Sisian              | Sjunik      |      |      | Letiště Sisian                                  | 39°32′49″ s. š., 46°3′25″ v. d.  |
| Stepanavan          | Lorri       | UDLS |      | Letiště Stepanavan                              | 41°2′54″ s. š., 44°20′13″ v. d.  |
| Jerevan, Parakar    | Armavir     | UDYZ | EVN  | Mezinárodní letiště Zvartnots                   | 40°8′50″ s. š., 44°23′45″ v. d.  |
| Jerevan             | Jerevan     | UDYE |      | Letiště Erebuni                                 | 40°7′19″ s. š., 44°27′53″ v. d.  |
| Jerevan, Nor Hachen | Kotajk      | UD21 |      | Letiště Yerevan Yeghvard                        | 40°17′50″ s. š., 44°34′18″ v. d. |